# Wovon die Menschen leben
Wovon die Menschen leben ist eine Kurzgeschichte von Leo Tolstoi, die er 1881 schrieb.

## Inhalt

### Figuren
- Semion, der Schuster
- Matriona, Frau des Schusters
- Michailo, der Fremde

### Handlung
Der in ärmlichsten Verhältnissen lebende Schuster Semion muss für sich und seine Frau einen neuen Schafspelz kaufen. Dazu geht er in die Ortschaft und hat vor, sich das zum Kauf nötige Geld von seinen Schuldnern zusammenzusammeln. Doch es reicht nicht aus, und so gibt er den erhaltenen, kleinen Betrag von zwanzig Kopeken für einen Schnaps aus.
Auf dem Weg nach Hause trifft er einen nackten Mann an, der in der Kälte draußen am Boden sitzt. Zuerst zögert Semion eine Zeit lang, bekommt dann aber Mitleid mit dem Fremden. Daraufhin kleidet er ihn sporadisch mit seinem Kaftan und nimmt ihn mit zu seiner Familie nach Hause.
Dort angekommen, droht dem Fremden gleich der Rausschmiss von Seiten Matrenas, der Frau des Schusters, die zuerst nur das Fehlen des Pelzes und den Wirtshausgang bemängelt. Matrena hat aber dann kurz vor dem Rausschmiss auch Mitleid mit dem Mann und lässt ihn doch noch gewähren. Dabei lächelte er zum ersten Mal vor Freude. Der Fremde nennt kurz darauf nun auch seinen Namen: Michailo.
Der Schustermeister bringt dem Mann namens Michailo im Laufe der Zeit sein Handwerk bei und lässt ihn als angelernten Gesellen erfolgreich mitarbeiten. Trotz alldem schweigt Michailo über seine Herkunft und bleibt die ganze Zeit über sehr schweigsam aber fleißig.
Eines Tages kommt ein reicher Mann vorbei und verlangt, aus dem von ihm mitgebrachten teuren Leder Stiefel herzustellen. Diese sollen nach seinem ausdrücklichen Wunsch sehr lange halten. Der nun als Geselle erfolgreiche Michailo grinst dabei kurz auf. Dies war das zweite Mal, als er lächelte. Nachdem der Kunde das Haus verließ, fertigt Michailo ihm stattdessen leichte Schuhe.
Kurz darauf kommt der Bursche des reichen Mannes zurück und berichtet, dass der Auftraggeber plötzlich verstorben ist und nun Leichenschuhe benötigt werden. Genau solche hat der Geselle angefertigt.
Jahre später kommt eine Frau mit ihren beiden Mädchen beim Schusterbetrieb vorbei. Die Zwillinge ähneln sich sehr – nur eine der beiden hat einen verkrüppelten Fuß. Die Frau bittet den Schuster, für die Mädchen Schuhe anzufertigen. Sie erzählt, dass sie die Ziehmutter der Zwillinge sei. Die leibliche Mutter hingegen sei schon bei der Geburt gestorben. Bei der zweiten Tochter war der Fuß von der sterbenden Mutter unabsichtlich abgequetscht und daher verkrüppelt worden. Da auch der leibliche Vater schon vor der Mutter verstarb, nahm die Frau die Zwillinge auf, für die nun Schuhe gebraucht werden. Als Michailo die Geschichte von der Mutter hörte, lächelte er zum dritten Mal.
Nachdem die Frau und ihre Kinder gegangen waren, lüftet der Geselle Michailo sein Geheimnis. Er stammt ursprünglich aus dem Himmel und gibt sich als ehemaliger Engel zu erkennen. Er war vor Jahren ursprünglich mit göttlichem Auftrag zur Erde geschickt worden, um die Seele der leiblichen Mutter der Zwillinge zu holen. Michailo hatte Mitleid mit der Frau, die ihren Mann schon verlor und gerade die Zwillinge zur Welt brachte. Nach kurzer Unterhaltung schickte Gott ihn zurück, die Seele trotzdem zu holen. Er gab Michailo drei zu beantwortende Fragen – erst danach könne er wieder in den Himmel zurückkehren. Michailo soll begreifen:
- Was in den Menschen ist
- Was den Menschen nicht gegeben ist und
- Wovon die Menschen leben.

Die Seele der Mutter kam nun zu Gott und er landete als Sterblicher auf der Erde, um dann später vom Schuster Semion per Zufall entdeckt zu werden. Somit ist der Ursprung Michails geklärt.
Die drei Fragen beantwortete er nun damit:
- Was in den Menschen ist: Er verstand, dass trotz anfänglicher Ablehnung hinter den guten Taten Semions und Matrionas Liebe steckte,
- Was den Menschen nicht gegeben ist: Dies beantwortet er anhand der Geschichte mit dem reichen Kunden der Spezialschuhe. Michail grinste damals deshalb zum zweiten Mal, weil er seinen Kollegen, den Todesengel, hinter dem Kunden stehen sah. Deshalb wusste er, dass nicht mehr die Spezialschuhe, sondern eigentlich Leichenschuhe gebraucht wurden.

„Und es ist keinem Menschen gegeben, zu wissen, ob er am Abend Stiefel oder Leichenschuhe braucht.“

- Die Menschen leben, so erkannte Michailo nun schlussendlich, nicht vom egoistischen Selbstinteresse, sondern von der Zusammenarbeit und vor allem von der Liebe, die in ihnen steckt. Danach zitiert er Johannes aus dem Neuen Testament (1. Brief des Johannes 4,16 EU).

„Ich begriff: den Menschen scheint es nur so, als lebten sie von der Sorge um sich selbst; in Wahrheit leben sie nur von der Liebe. Wer in der Liebe bleibet, der bleibet in Gott und Gott in ihm, denn Gott ist die Liebe.“

Nachdem er den Schusterleuten diese Fragen beantwortet hatte, war er erlöst und kehrte wieder an seinen Ort zurück.